# Éditions Bertout
Pour les articles homonymes, voir Bertout.
Les Éditions Bertout sont une maison d'édition française, située à Luneray entre 1970 et 2012.

## Historique
Les éditions Bertout ont été créées en 1970 par Gérard Bertout. 
À la fois éditrice et imprimeur, elles se sont spécialisées dans une littérature régionaliste et la réimpression d'ouvrages anciens.
La liquidation judiciaire est prononcée en 2012.

## Publications
- Martine Bekaert-Couvaud et Anne Moyon (préf. Marc Massion et Laurent Fabius), Grand-Quevilly : 1000 ans d'histoire, Luneray, Bertout, 2000, 119 p. (ISBN 2-86743-403-3)
- Roger Capron, Bases secrètes en Haute-Normandie, 1943-1944, éd. Bertout, 1989  (ISBN 2-86743095-X).
- Patrick Coiffier, Rouen sous l'occupation, 1940-1944, Luneray, Bertout, 2004, 160 p. (ISBN 2-86743-547-1)
- Norbert Dufour et Christian Doré (préf. Daniel Pégisse), L'Enfer des V1 en Seine-Maritime durant la Seconde Guerre mondiale, Luneray, Bertout, 1993, 295 p. (ISBN 978-2-86743-179-1 et 2-86743-179-4).
- Germain Galérant et Jacques Heuillard, Un western entre Beauvais et Rouen pendant la guerre 1914-1918, Luneray, Bertout, 1989, 70 p. (ISBN 978-2-86743-091-6, OCLC 469175720)
- Albert Hennetier, Aux sources normandes: Promenade au fil des rivières en Seine-Maritime, Ed. Bertout, Luneray, 2006  (ISBN 2867436230)
- Yannick Marec, 1848 à Rouen. Les mémoires du citoyen Cord'homme, oncle de Maupassant, Luneray, éd. Bertout, 1988
- Yvon Pailhès, Rouen : un passé toujours présent… rues, monuments, jardins, personnages, Luneray, Bertout, 1994, 285 p. (ISBN 2-86743-219-7)
- Yvon Pailhès, Rouen : du passé toujours présent, au passé perdu, Luneray, Bertout, 2004, 230 p. (ISBN 2-86743-539-0)
- Marthe Perrier, Le Roumois, pays de Rouen, Luneray, éd. Bertout, 1995
- Jacques Petit et Jacqueline Petit, Rouen, ses Fontaines, ses Bassins : promenades au fil de l'eau, Luneray, Bertout, 1993, 241 p. (ISBN 978-2-86743-178-4)